# Hasle Herred
Hasle Herred var et herred i Århus Amt. 
Herredet hed i Kong Valdemars Jordebog Hasløghæreth og hørte i middelalderen til Åbosyssel og fra 1660 til Havreballegård Amt. Fra 1794 blev det ændret til Århus Amt. Herredet grænser mod nord til
Vester Lisbjerg Herred, mod vest til 
Sabro- og Framlev Herred, mod syd til  Ning Herred, mod øst til 
Kattegat og mod nordøst til Randers Amt (Øster Lisbjerg Herred).
Sydgrænsen dannes af Brabrand Sø og Aarhus Å og ved nordgrænsen løber Egåen. 

## Sogne i Hasle Herred
Alle sogne ligger i Aarhus Kommune
- Brabrand Sogn
- Christians Sogn
- Ellevang Sogn
- Gellerup Sogn
- Hasle Sogn
- Helligånds Sogn
- Kasted Sogn
- Langenæs Sogn
- Lyngby Sogn
- Møllevang Sogn
- Risskov Sogn
- Sankt Johannes Sogn
- Sankt Lukas Sogn
- Sankt Markus Sogn
- Sankt Pauls Sogn
- Skejby Sogn
- Skelager Sogn
- Skjoldhøj Sogn
- Sønder Årslev Sogn
- Tilst Sogn
- Vejlby Sogn
- Vor Frue Sogn
- Åby Sogn
- Århus Domsogn

## Eksterne kilder og henvisninger
- Hasle Herred i J.P. Trap: Kongeriget Danmark, udarbejdet af H. Weitemeyer (3. udgave, 5. bind, 1906)

56°10′35.47″N 10°6′46.49″Ø / 56.1765194°N 10.1129139°Ø